# Museu de Arte de Kherson
O Museu de Arte de Kherson (também conhecido como Museu Regional de Arte Shovkunenko de Kherson; em ucraniano:  Херсонський обласний художній музей імені Олексія Шовкуненка) é um museu de arte em Kherson, na Ucrânia. Encontra-se situado no antigo prédio da câmara municipal de Kherson.
O museu foi inaugurado no dia 27 de maio de 1978.
Durante a invasão russa da Ucrânia em 2022, o museu foi saqueado pelas tropas russas enquanto Kherson estava ocupada. Pouco antes de a cidade ser liberta pelas forças ucranianas, os russos colocaram quase 15 mil obras de arte descuidadamente em camiões e autocarros. A coleção foi transferida para o Museu Central de Taurida em Simferopol, na Crimeia ocupada pela Rússia, onde o diretor do museu, Andrei Malgin, afirmou que a mudança foi feita para garantir a segurança das obras de arte até que pudessem ser devolvidas ao legítimo proprietário. A polícia de Kherson abriu uma investigação sobre o que considerou um crime de guerra. A deliberada destruição e saque pela Rússia de mais de 500 patrimónios culturais ucranianos foi considerada pelo Ministro da Cultura da Ucrânia como genocídio cultural.